# Diocesi di Groenlandia
La diocesi di Groenlandia (in danese:  Grønlands Stift, in groenlandese: kalaallit nunaat biskoppeqarfik) è una diocesi della chiesa di Danimarca. La sede vescovile è presso la cattedrale del Salvatore, a Nuuk, in Groenlandia, Danimarca.

## Storia
La Groenlandia fu evangelizzata a partire dal XI-XII secolo con la fondazione di una sede vescovile, la diocesi di Garðar, che ebbe problemi per lo scarso numero di sacerdoti e conversioni tanto che i vescovi furono spesso non residenti e comunque la diocesi fu soppressa nel Cinquecento con la fondazione della Chiesa di Danimarca per cui le poche parrocchie locali dipesero direttamente dalla diocesi di Selandia con sede a Copenaghen.
Il 1º aprile 1905 è stata fondata la chiesa di Groenlandia, costituitasi nel 1993 in diocesi nell'ambito della chiesa nazionale danese e andandosi ad aggiungere alle dieci diocesi già esistenti. In termini di legislazione e finanziamenti la diocesi di Groenlandia è rimasta sotto la diretta giurisdizione della Groenlandia. Vescovo della diocesi è Paneeraq Siegstad Munk, successore di Sofie Petersen.